# جرج بال (دیپلمات)
جرج وایلدمن بال (به انگلیسی: George Bell) (زاده ۱۹۰۹ – مرگ ۱۹۹۴) دیپلمات آمریکایی بود. وی در قبرستان پرینستن مدفون است.